# La strega (Camilla Läckberg)
La strega (titolo originale Häxan) è un romanzo giallo della scrittrice svedese Camilla Läckberg pubblicato in Svezia nel 2017.
È il decimo libro della serie che ha per protagonisti la scrittrice Erica Falck e il poliziotto Patrik Hedström.
La prima edizione del romanzo è stata pubblicata nell'anno 2017 da Marsilio.

## Trama
Regione del Bohuslän, Svezia, 1671. Elin Jonsdotter era una giovane vedova di un pescatore perito in mare; mossa da disperazione, avendo una bambina in tenera età, chiese aiuto alla sorella minore Britta, moglie del pastore di Fjällbacka e quindi in condizioni agiate; la giovane, fin da piccola, era stata beniamina del padre, dopo la morte della madre di Elin e dopo le seconde nozze. Britta accolse la sorellastra e le permise di lavorare nella servitù della canonica. Dietro l'apparente gentilezza della ragazza si celava però un profondo rancore, non riuscendo, dopo anni di matrimonio, a rimanere incinta: chiese così aiuto alla sorella maggiore, che aveva imparato dalla madre e dalla nonna i segreti delle erbe, dei decotti e di preghiere con cui Elin (e le antenate) riuscivano a curare dei piccoli malanni, togliere presunti malocchi e aiutare la fertilità delle donne. Tutti gli sforzi della giovane però furono vani. Dopo qualche tempo, anzi, rimase ella incinta: aveva infatti iniziato una relazione col cognato, il pastore Preben, costruendosi un castello di carte e illudendosi di trovare la felicità con l'uomo, che in realtà voleva solo appagarsi sessualmente. Disgraziatamente, la realtà la colpì come una lama. La sorella (che nel frattempo era riuscita a rimanere gravida) scoprì infatti la tresca e la sua vendetta fu implacabile: accusò Elin di stregoneria e la fece arrestare. Dopo giorni di indicibili torture, a Elin venne estorta una falsa confessione e fu condannata a morte. La sfortunata ragazza, poco prima di salire sul patibolo per essere decapitata e bruciata, distrutta nel fisico e nell'animo, ma con un'incrollabile fede cristiana che le dava una volontà impensabile, lanciò un terribile anatema contro la sorella, il cognato e la sua vecchia vicina di casa, pettegola e invidiosa, che la calunniò durante il processo.
Fjällbacka, 1986. Un efferato omicidio aveva colpito la tranquilla cittadina sulla costa svedese: la piccola Stella Strand era stata trovata senza vita nel bosco. La bambina aveva trascorso il pomeriggio assieme alle due tredicenni Helen e Marie, cui era stata affidata dai genitori, essendo vicini di casa di Helen. Le due ragazzine erano inseparabili, ma quest'amicizia veniva ostacolata dalle famiglie, soprattutto da quella, fortemente borghese, di Helen. La famiglia di Marie aveva invece numerose problematiche, economiche e giudiziarie: la ragazzina aspettava la maggiore età per potersene andare. Durante gli interrogatori però era successo l'impensabile: Marie aveva confessato l'omicidio, non smentita da Helen. Successivamente però avevano ritrattato, asserendo di aver fornito falsa confessione per poter restare assieme. Giudicate colpevoli, le due ragazzine erano invece state separate: Marie sarebbe finita in una famiglia affidataria, mentre Helen sarebbe tornata dalla sua famiglia e presto si sarebbe sposata con James, un rigido ufficiale dei corpi speciali della Marina, di trent'anni più vecchio. Il commissario Hermansson, però, per tempo convinto della colpevolezza delle minori, improvvisamente aveva cambiato idea e aveva ripreso le indagini.
Fjällbacka, 2016. Marie, diventata una famosa attrice, torna a Fjällbacka per le riprese del suo nuovo film e la storia di trent'anni addietro si ripete, perché proprio al suo arrivo un nuovo caso sconvolgente viene alla luce: il corpo della piccola Linnea viene trovato nel bosco. Alla stazione di polizia di Tanum sembra di rivivere lo stesso incubo di tanti anni prima. Le indagini si susseguono in una fitta ragnatela di oscuri segreti, menzogne e inganni: Helen, che è rimasta nel paese, è ancora sposata col rigido James; i due hanno un problematico figlio, Sam, che inizia a frequentare l'altrettanto problematica figlia di Marie, Jessie: i due ragazzini pagano lo scotto di avere genitori nel migliore dei casi indifferenti (Sam maltrattato dal padre, Jessie ignorata dalla madre e ripetutamente bullizzata a scuola a causa della sua obesità). Le indagini sono ostacolate anche da un altro episodio che occupa i detective: l'incendio doloso del centro di accoglienza immigrati ove sono ospitati alcuni giovani profughi siriani, che alcuni diffidenti residenti svedesi hanno additato come colpevoli dell'omicidio di Linnea, in quanto un capo di abbigliamento intimo della piccola è stato ritrovato, grazie ad una soffiata anonima alla polizia, nell'alloggio di un profugo: si tratta di un tentativo di depistaggio? Erica, che sta scrivendo un libro sull'omicidio di Stella, intervistando le persone interessate alla vicenda (fra cui la sorella di Stella, Sanna), scopre che il commissario Hermansson, poco prima di suicidarsi (apparentemente a causa del dolore per la perdita della moglie), aveva scoperto che la piccola aveva parlato con la sorella maggiore di un misterioso "Signore verde" con cui giocava nel bosco; inoltre le due allora tredicenni Marie ed Helen, dopo aver ritrattato l'omicidio, parlarono di qualcuno che le seguiva nel bosco, ma non furono credute. Chi era il "Signore verde" che giocava con Stella nel bosco? E cosa intendeva dire Linnea quando asseriva che giocasse nel fienile con un amico che aveva soprannominato "Gatto nero"? Grazie alle intuizioni di Gösta (unico presente anche nel caso Stella), di Patrik e di Paula, ma soprattutto di Erica, viene dipanato un mistero trentennale, dopo una sanguinosa escalation di violenza fino ad allora impensabile nella felice e ricca provincia svedese.
In coda al romanzo, un articolo di un periodico locale rivela che una giovane liceale aveva scoperto che l'antica maledizione di una strega giustiziata nel diciassettesimo secolo fosse legata al fatto di sangue successivo all'omicidio di Linnea, essendo i due protagonisti di tale fatto diretti discendenti della sorella (e del cognato) e della vicina di casa della strega stessa: i discendenti dei tre – afferma l'articolo – nel corso della storia furono vittime di morti violente.

## Personaggi
Stazione di polizia di Tanum
- Patrik Hedström: detective.
- Martin Molin: detective.
- Gösta Flygare: detective.
- Annika Jansson: segretaria.
- Paula Morales: detective.
- Bertil Mellberg: commissario.

Personaggi principali
- Erica Falck: scrittrice, moglie di Patrik.
- Marie Wall: famosa attrice.
- Helen Persson: amica d'infanzia di Marie.
- Sam Jensen: figlio di Helen.
- Jessie Wall: figlia di Marie.

Bohuslän, diciassettesimo secolo
- Elin Jonsdotter: poverissima vedova di un pescatore.
- Britta Jonsdotter: sorellastra di Elin.
- Preben Willumsen: pastore di Fjällbacka.
- Ebba di Mörhult: ex vicina di casa di Elin.

Personaggi secondari
- Sanna Strand: sorella di Stella, la prima bambina uccisa.
- Bill Andersson: responsabile del centro d'accoglienza immigrati di Tanumshede.
- Peter Berg e Eva: genitori di Linnea, la seconda bambina uccisa.
- James Jensen: ufficiale dei "marine" svedesi, marito di Helen e padre di Sam; i Jensen sono vicini di casa dei Berg.
- Karim, Adnan e Khalim: tre dei profughi siriani ospitati nel centro di accoglienza.
- Dragmar Hagelin: anziana vedova vicina di casa dei Berg.
- Vendela Lundgren: figlia adolescente di Sanna.
- Nils Andersson: figlio adolescente di Bill. Contrariamente al genitore, è violento e xenofobo.
- Viola Hermansson: figlia dell'ex commissario di polizia.
- Johannes Klingsby: costruttore locale, trova il corpo di Linnea assieme all'immigrato Karim e al panettiere Harald.

Fjällbacka, 1986: il caso Stella
- Leif Hermansson: commissario di polizia di Tanumshede.
- KG Persson e Harriet: genitori di Helen.
- Harald Zetterlinds: panettiere; trovò anche il corpo di Stella.

## Edizioni
- Camilla Lackberg, La strega, traduzione di Valeria Gorla, Samanta K. Milton Knowles, Alessandro Borini e Laura Cangemi, Marsilio, 2017. ISBN 978-88-317-2696-2.
- Camilla Lackberg, La strega, traduzione di Valeria Gorla, Samanta K. Milton Knowles, Alessandro Borini e Laura Cangemi, Marsilio, 2018. ISBN 978-88-317-1138-8.
- Camilla Lackberg, La strega, traduzione di Valeria Gorla, Samanta K. Milton Knowles, Alessandro Borini e Laura Cangemi, Universale Economica Feltrinelli, 2019. ISBN 978-88-297-0262-6.